# مشروع الجداول الرياضية
كان مشروع الجداول الرياضية  واحدًا من أكبر منظمات الحوسبة وأكثرها تطوراً وقد ابتكرت قبل اختراع الكمبيوتر الإلكتروني الرقمي. بدأت في الولايات المتحدة في عام 1938 كمشروع لإدارة تقدم الأشغال (WPA)، وظفت 450 من الكُتاب العاطلين عن العمل لجدولة الدوال الرياضية العليا، مثل الدوال الأسية واللوغاريتمات والدوال المثلثية. وقد نشرت هذه الجداول لاحقاً في 28 مجلد من قبل مطبعة جامعة كولومبيا.

## تاريخه
كانت المجموعة القائمة على هذا المشروع مكونة من علماء رياضيات وفيزياء، معظمهم لم يتمكن من العثور على عمل خلال فترة الكساد الكبير. كانت قائدة الرياضيات غيرترود بلانش، التي كانت قد حصلت حديثاً على درجة الدكتوراه في الرياضيات في جامعة كورنيل، لكنها لم تتمكن من العثور على وظيفة جامعية، فعملت في شركة تصوير قبل انضمامها إلى المشروع.
كان المدير الإداري هو أرنولد لوان، وكان حاصلاً على شهادة في الفيزياء من جامعة كولومبيا وأمضى عاماً في معهد الدراسات المتقدمة في جامعة برينستون قبل أن يعود إلى نيويورك بدون وظيفة. بالإضافة إلى كورنيليوس لانشوس وهو من أكثر علماء الرياضيات إنجازًا ممن ارتبطوا بالمجموعة، وكان قد عمل في السابق كمساعد لألبرت أينشتاين. عمل لانشوس عاماً مع المشروع، وفيه نظم ندوات حول الحساب والرياضيات التطبيقية في مكتب المشروع في لوار مانهاتن.
بالإضافة إلى جداول حساب للوظائف الرياضية، ساهم المشروع في إجراء حسابات كبيرة للعلوم، بما في ذلك الفيزيائي هانز بيث، وكما ساهم في تقديم حسابات لمجموعة متنوعة من المشاريع الحربية بما في ذلك جداول نظام لوران الملاحي، وجداول لرادار الميكروويف وجداول القصف وجداول انتشار موجات الصدمة.
بالرغم من إنهاء مشروع إدارة تقدم الأشغال WPA في عام 1943 الا ان مشروع الجداول الرياضية قد استكمل واستمر في العمل في نيويورك حتى عام 1948. في تلك المرحلة، انتقل ما يقرب من 25 عضوًا من المجموعة إلى واشنطن العاصمة ليصبح اسمه مختبر الكومبيوتر التابع للمكتب القومي للمقاييس المعيارية، الآن أصبح اسمه المعهد الوطني للمعايير والتكنولوجيا. انتقل بلانش إلى لوس أنجلوس لقيادة مكتب الحوسبة في معهد التحليل العددي بجامعة كاليفورنيا في لوس أنجلوس، وانضم أرنولد لوان إلى هيئة التدريس في جامعة يشيفا في نيويورك. أعظم تراث للمشروع هو دليل الدوال الرياضية، </ref> الذي نُشر بعد 16 عامًا من تفكك المجموعة. تم تحريره من قبل اثنين من المحاربين قدامى للمشروع، ميلتون أبراموفيتز و[./Https://en.wikipedia.org/wiki/Irene%20Stegun إيرين ستيجون]، وأصبح مرجعًا رياضيًا وعلميًا منتشرًا على نطاق واسع.

## روابط خارجية
- أوراق غيرترود بلانش
- الكمبيوتر البشري وولادة عصر المعلومات